# Selago glutinosa
Selago glutinosa är en flenörtsväxtart. Selago glutinosa ingår i släktet Selago och familjen flenörtsväxter.

## Underarter
Arten delas in i följande underarter:
- S. g. cylindriphylla
- S. g. glutinosa